# Jenna Sativa
Jenna Sativa (California; 12 de noviembre de 1992) es una actriz pornográfica y modelo erótica estadounidense.

## Biografía
Sativa nació en noviembre de 1992 en el estado de California, en una familia de ascendencia brasileña y cubana. No se sabe mucho de su vida antes de 2014, año en que a sus 22 años debuta como actriz porno, después de ser elegida en un casting para la compañía Spiegler Girls, con la que le llegaron sus primeros trabajos como actriz así como modelo erótica.
Ha trabajado para estudios como Evil Angel, Twistys, Elegant Angel, Girlsway, New Sensations, Mile High, Girlfriends Films, Sweetheart Video, Filly Films, Reality Kings, Erotica X, Adam & Eve, Brazzers, Wicked Pictures o Penthouse.
En abril de 2016 fue elegida Penthouse Pet del mes de la revista Penthouse.
En 2016 nominada a Artista lésbica del año en los Premios AVN, ganando en 2017 dicho premio. Después de también ser nominada en dicha categoría en 2016 en los Premios XBIZ obtuvo dicho premio en 2017.
En 2017 obtuvo otras tres nominaciones en los AVN en las categorías de Mejor actuación solo / tease por Women by Julia Ann; Mejor escena de sexo lésbico por No Man's Land: Raunchy Roommates 2, y Mejor escena de sexo lésbico en grupo por Pretty Little Bitches.
En abril de 2017 volvió a sumar galardones al ser elegida, en esta ocasión, Penthouse Pet del año por Penthouse.
Ha rodado más de 510 películas como actriz.
Algunas películas de su filmografía son A Girlsway Girl Story, Bad Girls Boot Camp, Coming Together, Fetish Fanatic 20, It's A Sister Thing!, Lesbian Stepmother, Massage Class Secrets, My Wife's First Girlfriend, Play With My Pussy, Senator's Speech, Swingers Getaway o Teen Lesbian Fantasies.

## Premios y nominaciones
| Año  | Ceremonia                   | Resultado | Premio                                   | Trabajo                            |
| ---- | --------------------------- | --------- | ---------------------------------------- | ---------------------------------- |
| 2016 | Premios AVN                 | Nominada  | Artista lésbica del año                  | —                                  |
| 2016 | Premios AVN                 | Nominada  | Premio fan: Debutante más caliente       | —                                  |
| 2016 | Spank Bank Awards           | Nominada  | America's Porn Sweetheart                | —                                  |
| 2016 | Spank Bank Awards           | Nominada  | Pussy Eating Princess of the Year        | —                                  |
| 2016 | Spank Bank Awards           | Nominada  | Webcam Girl of the Year                  | —                                  |
| 2016 | Premios XRCO                | Nominada  | Mejor artista lésbica                    | —                                  |
| 2016 | Premios XBIZ                | Nominada  | Artista lésbica del año                  | —                                  |
| 2017 | Premios AVN                 | Ganadora  | Artista lésbica del año                  | —                                  |
| 2017 | Premios AVN                 | Nominada  | Mejor actuación solo / tease             | Women by Julia Ann                 |
| 2017 | Premios AVN                 | Nominada  | Mejor escena de sexo lésbico             | No Man's Land: Raunchy Roommates 2 |
| 2017 | Premios AVN                 | Nominada  | Mejor escena de sexo lésbico en grupo    | Pretty Little Bitches              |
| 2017 | Premios AVN                 | Nominada  | Premio fan: Artista femenina favorita    | —                                  |
| 2017 | Spank Bank Awards           | Nominada  | Masturbator of the Year                  | —                                  |
| 2017 | Spank Bank Awards           | Nominada  | Pussy of the Year                        | —                                  |
| 2017 | Spank Bank Awards           | Ganadora  | Queen of Cunnilingus                     | —                                  |
| 2017 | Spank Bank Awards           | Nominada  | Snapchat Sweetheart of the Year          | —                                  |
| 2017 | Spank Bank Awards           | Nominada  | America's Porn Sweetheart                | —                                  |
| 2017 | Spank Bank Awards Technical | Ganadora  | Most Delightful Vagaholic                | —                                  |
| 2017 | Premios XBIZ                | Ganadora  | Artista lésbica del año                  | —                                  |
| 2017 | Premios XRCO                | Nominada  | Mejor artista lésbica                    | —                                  |
| 2018 | Premios AVN                 | Ganadora  | Artista lésbica del año                  | —                                  |
| 2018 | Premios AVN                 | Nominada  | Mejor escena de sexo lésbico             | Erotic Encounters 2                |
| 2018 | Premios AVN                 | Nominada  | Mejor escena de sexo lésbico en grupo    | Tori Black is Back                 |
| 2018 | Premios AVN                 | Nominada  | Mejor actuación solo / tease             | Women by Julia Ann                 |
| 2018 | Premios AVN                 | Nominada  | Premio fan: Artista femenina favorita    | —                                  |
| 2018 | Premios XRCO                | Nominada  | Mejor artista lésbica                    | —                                  |
| 2018 | Inked Awards                | Nominada  | Mejor escena lésbica                     | Net Skirts 17.0                    |
| 2018 | Spank Bank Awards           | Nominada  | America's Porn Sweetheart                | —                                  |
| 2018 | Spank Bank Awards           | Nominada  | Most Talented Tongue                     | —                                  |
| 2018 | Spank Bank Awards           | Nominada  | Queen of Cunnilingus                     | —                                  |
| 2018 | Spank Bank Awards Technical | Ganadora  | The Vagina Whisperer                     | —                                  |
| 2018 | Premios XBIZ                | Nominada  | Artista lésbica del año                  | —                                  |
| 2018 | Premios XBIZ                | Nominada  | Mejor escena de sexo en película lésbica | Angela Loves Women 3               |
| 2019 | Premios AVN                 | Nominada  | Artista lésbica del año                  | —                                  |
| 2019 | Premios AVN                 | Nominada  | Mejor escena de sexo lésbico             | Erotic Tales                       |
| 2019 | Premios AVN                 | Ganadora  | Mejor escena de sexo lésbico en grupo    | A Flapper Girl Story               |
| 2019 | Premios AVN                 | Nominada  | Mejor escena de sexo en realidad virtual | First, We Should Take a Selfie!    |
| 2019 | Premios AVN                 | Nominada  | Premio fan: Artista femenina favorita    | —                                  |
| 2019 | Premios XBIZ                | Nominada  | Artista lésbica del año                  | —                                  |
| 2020 | Premios AVN                 | Nominada  | Artista lésbica del año                  | —                                  |
| 2020 | Premios AVN                 | Nominada  | Mejor escena de sexo lésbico en grupo    | Girlcore                           |
| 2020 | Premios XBIZ                | Nominada  | Artista lésbica del año                  | —                                  |
| 2021 | Premios XBIZ                | Nominada  | Artista lésbica del año                  | —                                  |
| 2023 | Premios AVN                 | Nominada  | Artista lésbica del año                  | —                                  |